# Félicien Stéphenne
Félicien Stéphenne, né le 19 décembre 1851 à Harmignies (Belgique) et mort le 2 juin 1917 à Namur, est un industriel belge. Il est le fondateur de la SA Dolomies Stéphenne et le créateur de la dolomie frittée en Belgique.

## Parcours de meunier

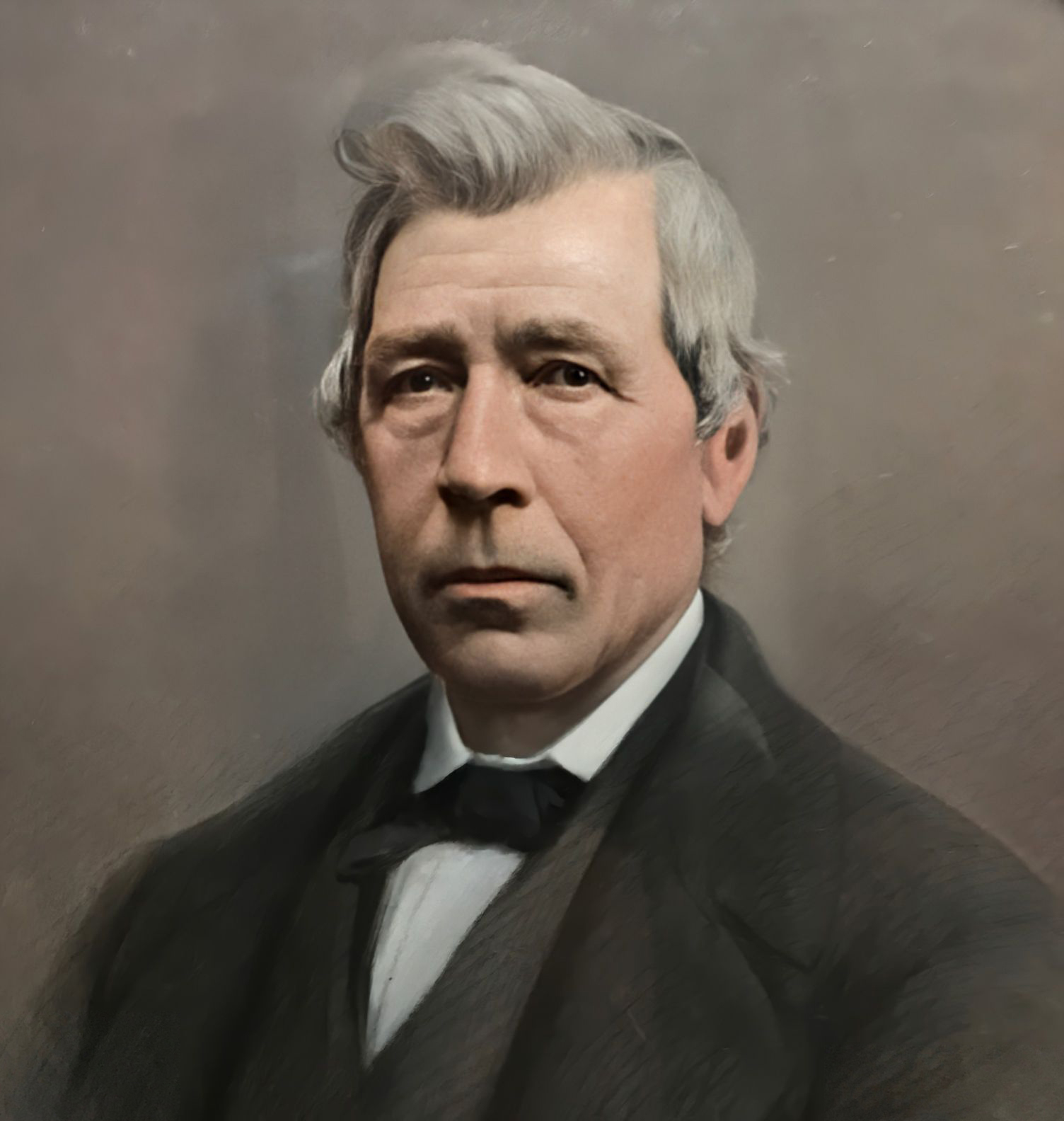
Portrait de Jacques Stéphenne (1821-1905), père de Félicien.

Félicien Stéphenne naît le 19 décembre 1851 à Harmignies, entité communale de la ville de Mons. Il est le deuxième enfant du couple formé par Jacques Stéphenne (1821-1905) et Marie-Rose Henry (1825-1898) qui mettront au monde encore quatre filles après la naissance de leur garçon.
Tout comme son père Jacques, il exerce le métier de meunier en exploitant le four du moulin des Dames-Blanches à Namur. Un moulin à farine doté d’une force motrice de 100 chevaux-vapeur ainsi que d’un éclairage au gaz. L’installation se situait dans un immeuble, acheté par Félicien le 20 mars 1879, qui comprenait une maison d’habitation, un magasin, mais aussi des écuries et dépendances.

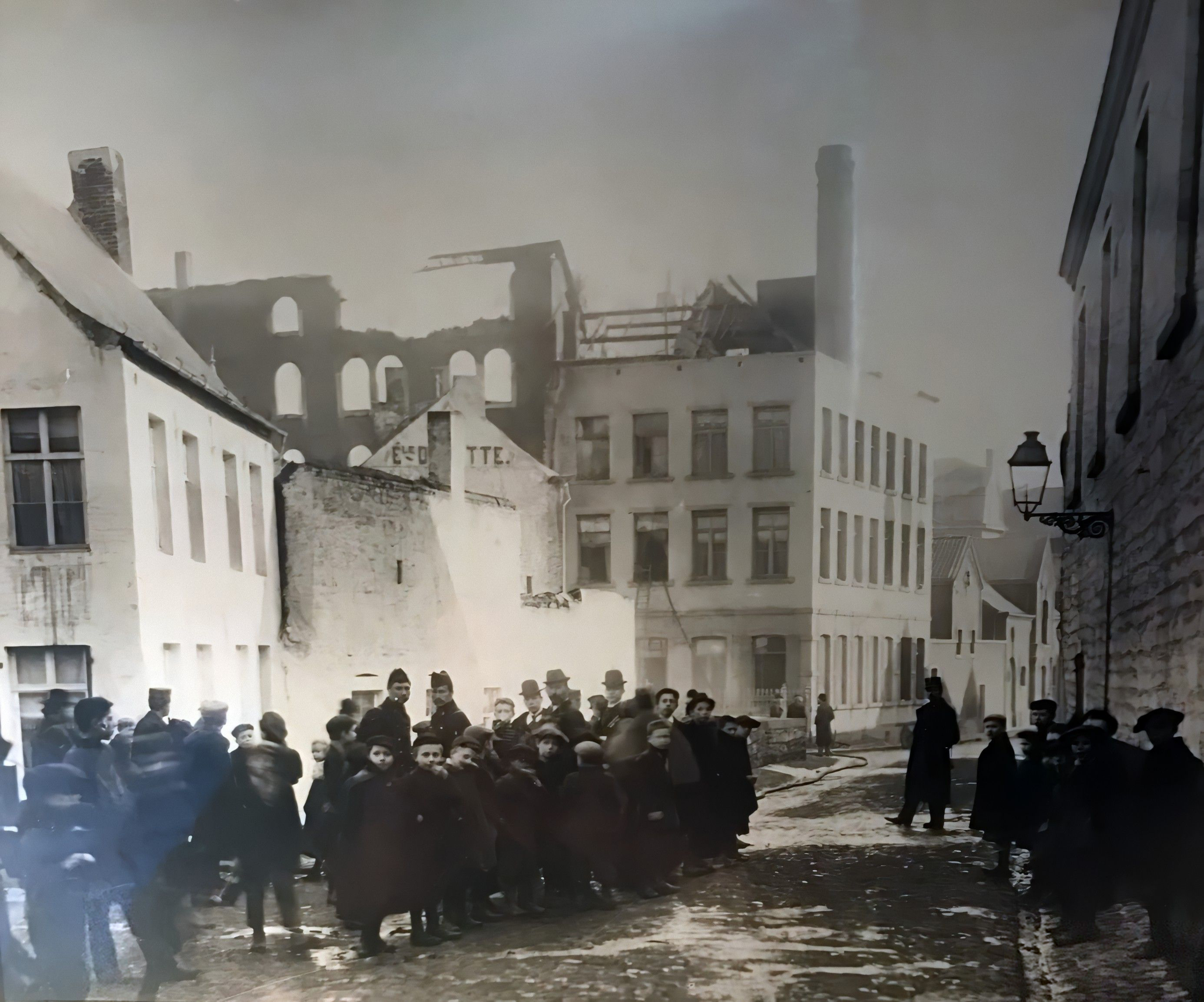
Le Moulin des Dames-Blanches à Namur après l'incendie, 12 février 1889.

Le 10 février 1889, un incendie se déclenche vers 23h30 à son moulin de la rue des Dames-Blanches. Après avoir détruit la toiture et le moulin principal, les flammes descendaient d’étage en étage tout en faisant éclater les carreaux sur leur passage. Un spectacle auquel assiste une foule compacte présente dans les rues et l’esplanade jusqu’au lever du jour. Malgré l’énergie des hommes du feu et le recours sur place de toutes les pompes de la ville, les dégâts y sont considérables. Les bâtiments neufs servant d’habitation sont toutefois préservés, de même que les magasins et le vieux moulin où se trouvaient les machines.
Huit mois après le drame, Félicien s’associe à la Banque centrale de Namur pour fonder une société anonyme spécialisée dans la fabrication de farine et la vente de froment indigène. Parmi les 1 600 actions de 500 francs chacune que détient le capital social de l'entreprise, il en obtient 1 200 en cédant le Moulin des Dames-Blanches réduit alors à l’état de bureau. Ce qui rend l’entrepreneur majoritaire au sein de cette nouvelle firme dont il devient le directeur-gérant. La Banque centrale, quant à elle, en détient 300 par son apport du moulin à farine de Jambes qui comprend une machine à vapeur, onze cylindres ou encore une maison d’habitation avec dépendances, écuries et magasins. Les 100 actions restantes de la SA des Moulins des Dames-Blanches et de Jambes sont partagées par six autres associés dont deux industriels, un avocat et un chef de comptabilité.

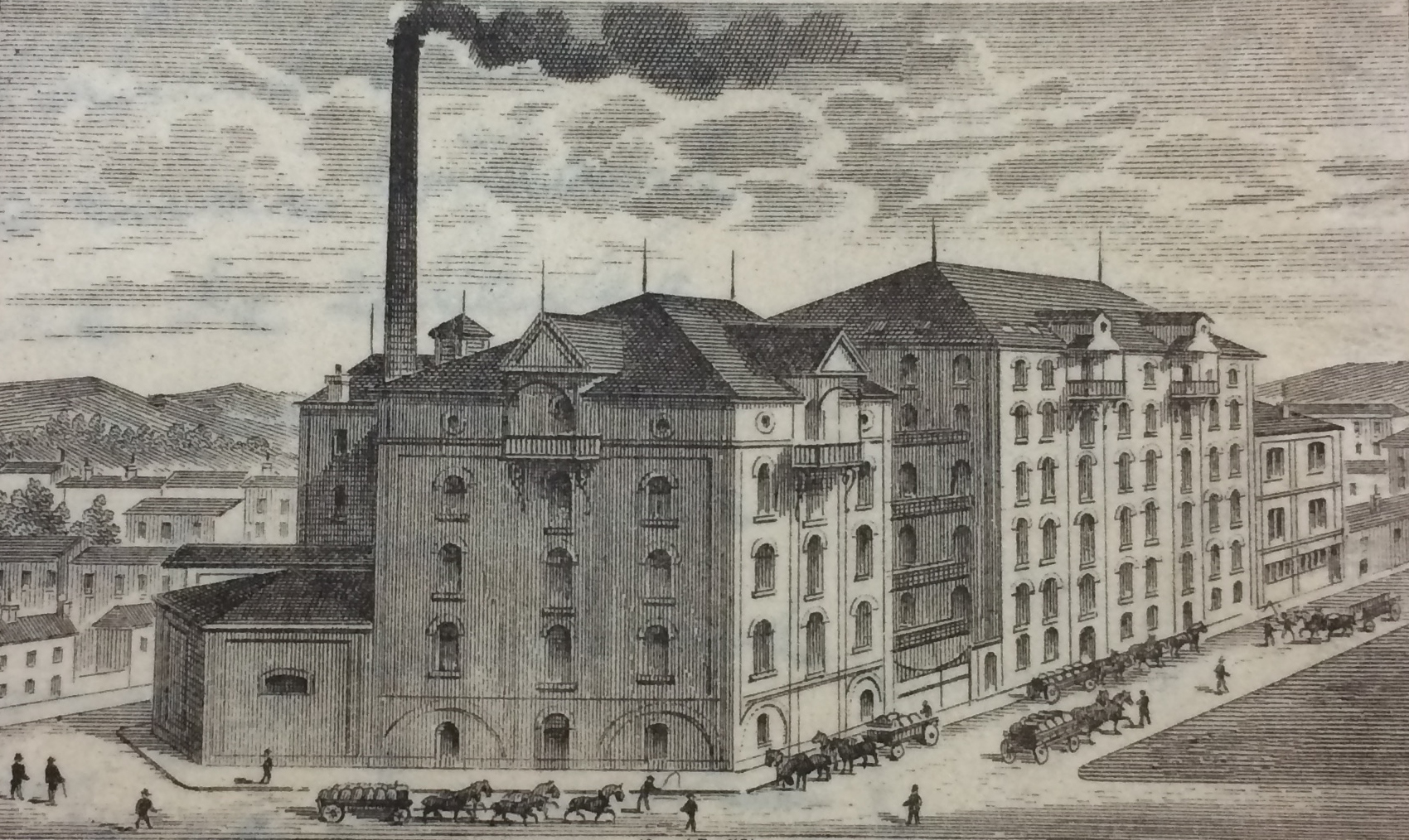
Le moulin des Dames-Blanches à Namur, fin du XIXe siècle.

Le moulin des Dames-Blanches étant assuré lors du sinistre, Félicien parvient à reconstruire partiellement ses magasins à grains et les autres bâtiments, dont une bâtisse qu'il équipe d’une machine à vapeur. Grâce à ces nouveaux aménagements, les activités de l'entreprise reprirent et s’amplifièrent jusqu’à ce qu’un nouvel incendie destructeur marque la fin définitive de l’exploitation en 1899.
Face à cette perte, la société décide d'édifier un nouveau moulin disposant d’une plus grande superficie. Une architecture qui a aussi l’avantage d’être reliée à l’eau pour la réception des grains et de se situer à proximité du chemin de fer pour la livraison de la farine. Ce sera la naissance des Moulins de la Meuse dont le terrain de 11,500 m2 est acquis le 2 juin 1900 à Beez, à deux kilomètres de Namur. L’année suivante, la construction des nouveaux moulins se termine au cours de l’été et ceux-ci s’équipent d’un éclairage électrique.

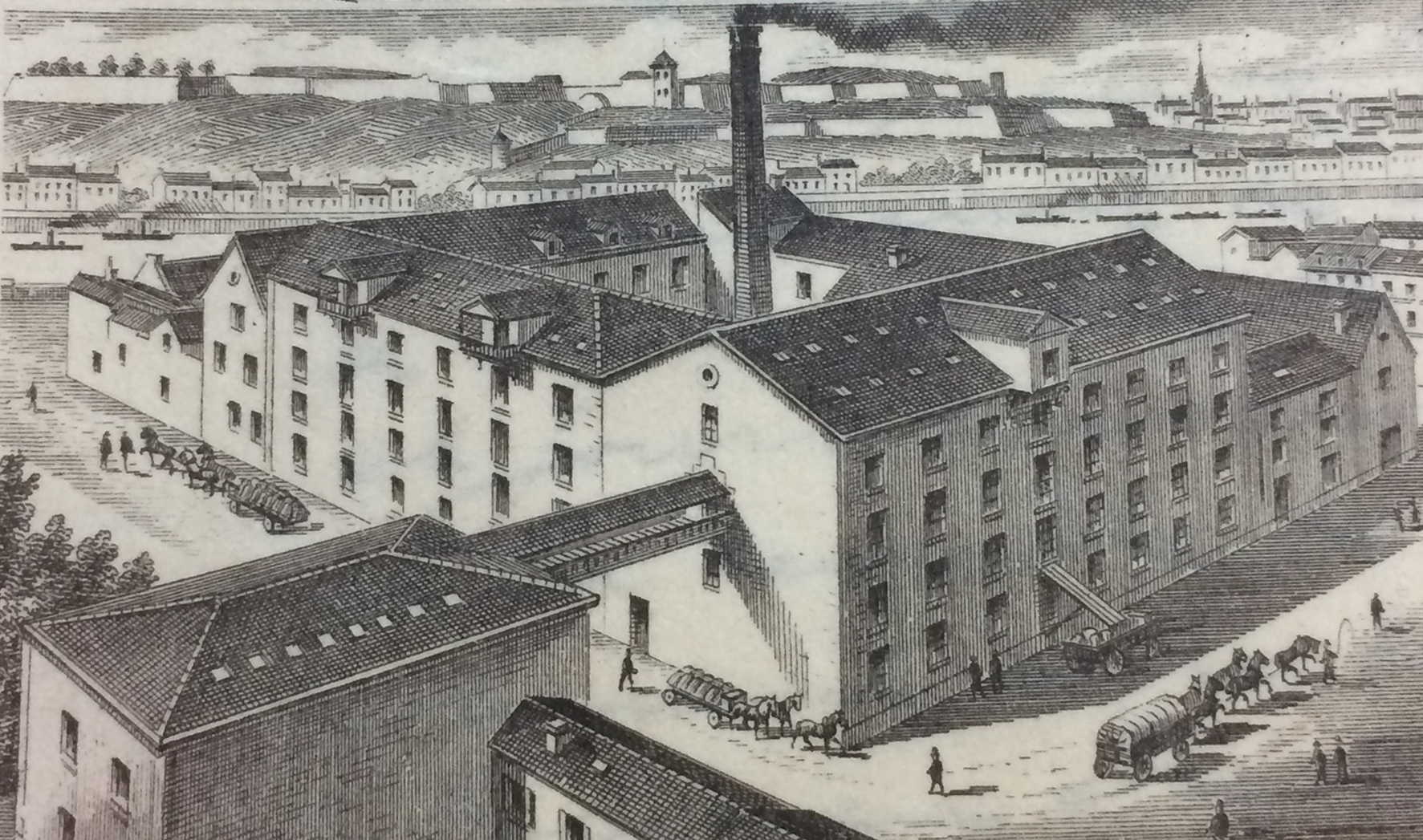
Le moulin de Jambes, fin du XIXe siècle.

Onze ans d’activité plus tard, la Société des anciens moulins de Namur et de Jambes subit un autre incendie qui se déclenche dans l’immeuble le 12 février 1912. À 5 h du matin, des flammes dévastent en à peine un quart d’heure tout l’étage d’une partie du bâtiment réservée au nettoyage des grains. S’ensuit après une explosion et un épais nuage de fumée. En dépit de la présence des pompiers, leur intervention ne suffit pas à sauver l’infrastructure. Si le coffre des murs, épais de 75 centimètres, a pu résister, l’intérieur n’est en revanche plus qu’un dépôt de ferraille.

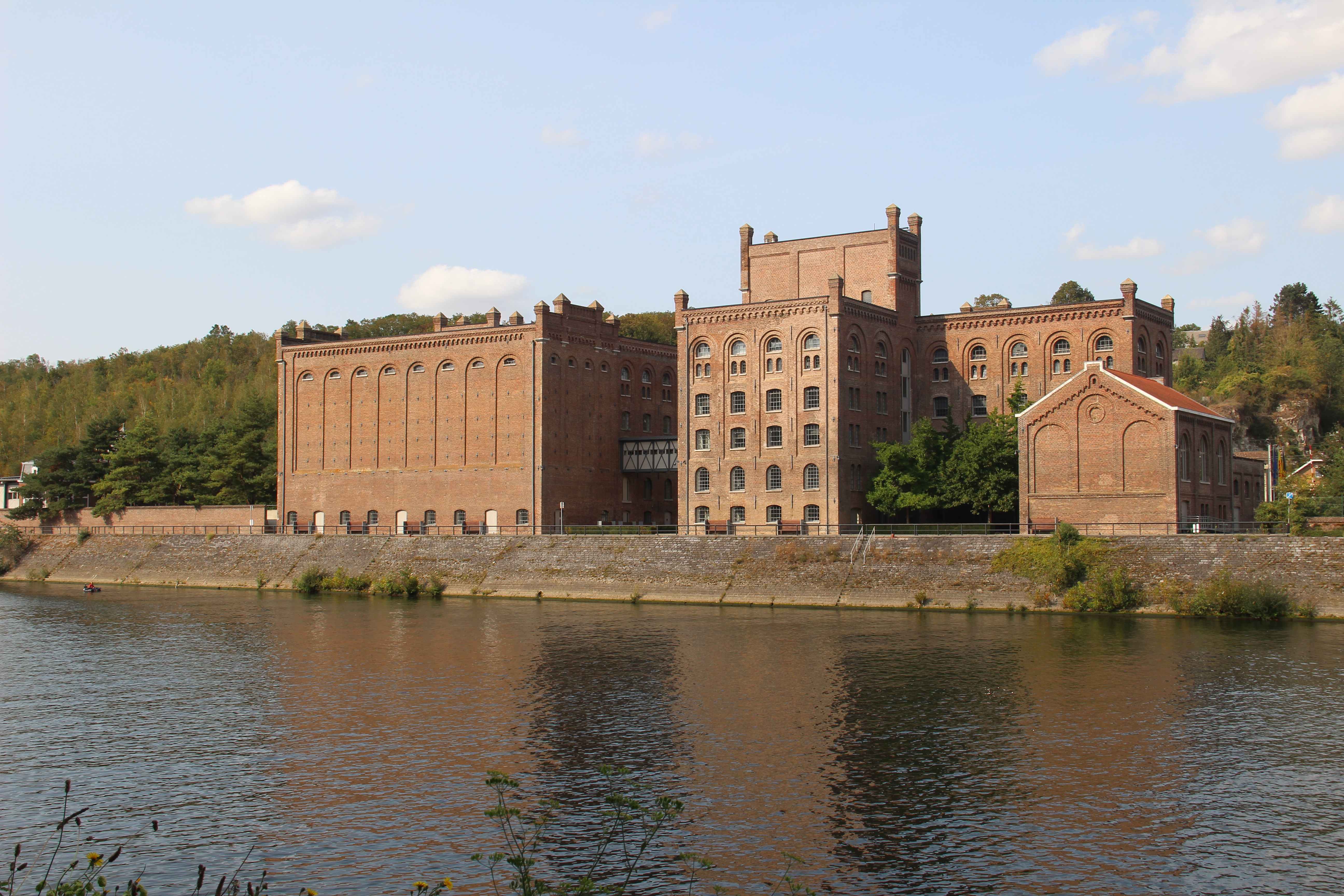
Les Moulins de Beez, siège des archives régionales de Wallonie.

Au cours des années suivantes, les Moulins de la Meuse poursuivront leurs activités et connaitront plusieurs réaménagements avant d’être acquis en 1994 par le Gouvernement wallon. L’endroit abrite dorénavant les archives administratives régionales de la Province de Namur.

## Exploitation de la roche
Hormis ses activités de meunier, Félicien s’investit aussi dans l’industrie de la construction et de l’acier. Dès 1892, il exploite les fours à chaux de Plomcot à Namur en partenariat avec sa sœur Clara et son beau-frère Félicien Abras. Parmi leur clientèle, figuraient les aciéries de Lorraine auxquelles le natif d’Harmignies livrait la chaux. Une matière chimique qui résulte de pierres calcaires extraites de carrières ou de mines puis chauffées à une température supérieure à 900 degrés.
En 1896, au cours d’une de ses visites chez l’industriel lorrain Henri de Wendel (1844-1906), les deux hommes engagent une conversation déterminante pour l’exploitation dolomitique en Belgique. En raison des coûts élevés de ses gisements de magnésie de Styrie en Hongrie, H. de Wendel désirait trouver des pierres similaires à moindre frais pour ses convertisseurs. Le Français expose donc quelques échantillons à Félicien sur son bureau avant de lui demander s'ils en existent, à sa connaissance, des semblables en Belgique. C’est alors que le frère d’Henri de Wendel, un homme d’église, pénètre dans la pièce. À la vue des pierres qui ont la particularité de briller comme des diamants, il prétend en avoir vu des identiques au cours de ses séjours à l’abbaye de Floreffe. Il n’en fallait pas plus à Félicien pour mener son enquête avant d’en découvrir dans une petite carrière à proximité du château Henkinbrant. Le verdict de l’analyse est sans appel, les pierres contiennent en effet 40 % de magnésie et le fabricant décide d’en envoyer un sac d’échantillon à de Wendel. Après la commande d’un premier wagon contenant ces pierres, l’industriel lorrain en est tellement satisfait qu’il en demande six chariots supplémentaires de dix tonnes à son homologue belge. À ces commandes viendront s’en ajouter bien d’autres encore dont celles de M. Dreux de Saint-Martin.
Ainsi débute le commerce des pierres dolomitiques de F. Stéphenne. Durant deux années, il assurera le transport de la marchandise depuis la carrière de Floreffe jusqu’à la gare locale grâce à des chariots conduits par les chevaux des fermes environnantes.

## Naissance de la dolomie frittée
Faute de moyens financiers pour agrandir son entreprise à Floreffe, il s’associe avec les industriels Jules Malevez (1864-1907) et Eugène Hambursin (1859-1912) pour fonder une société commerciale. Après le refus du propriétaire du terrain que l’on poursuive l’exploitation de son domaine, Félicien suit le gisement de Floreffe jusqu’à Malonne où il ouvre une carrière en face de l’école Saint-Berthuin. Une carrière disposant de deux fours qui symbolise tant la naissance de la firme Jules Malevez et Cie que la fondation de la première usine de dolomie de Belgique.
Pour la première fois, Félicien applique à cette roche une opération de frittage. Au cours de cette manœuvre, la pierre subit une température comprise entre 1 800 et 2 000 degrés pour devenir un produit dur et compact. Une qualité requise pour la fabrication de brique ou de pisé de projection. Félicien Stéphenne peut donc être considéré comme le créateur de la dolomie frittée qui se répandit ensuite à l’étranger. Si la dolomie naturelle peut être utilisée dans la fabrication d’engrais ou encore de médicaments, la dolomie frittée, quant à elle, s’avère être une matière indispensable dans le secteur de la sidérurgie. Son procédé de fabrication est le même que la chaux, à la différence près que le charbon est remplacé par du coke en raison de la haute température de la cuisson.
L’activité à Malonne connait néanmoins une courte existence car les Frères des écoles chrétiennes avoisinantes se plaignirent de la fumée provoquée par la firme. Une opposition qui contraint la société d’émigrer à Flawinne près d’une usine à goudron dont les trois associés avaient acheté le terrain. À partir de 1902, quatre fours y sont implantés et fonctionnèrent durant quelques années. Mais faute de rentabilité, l’usine mit un terme à ses activités.

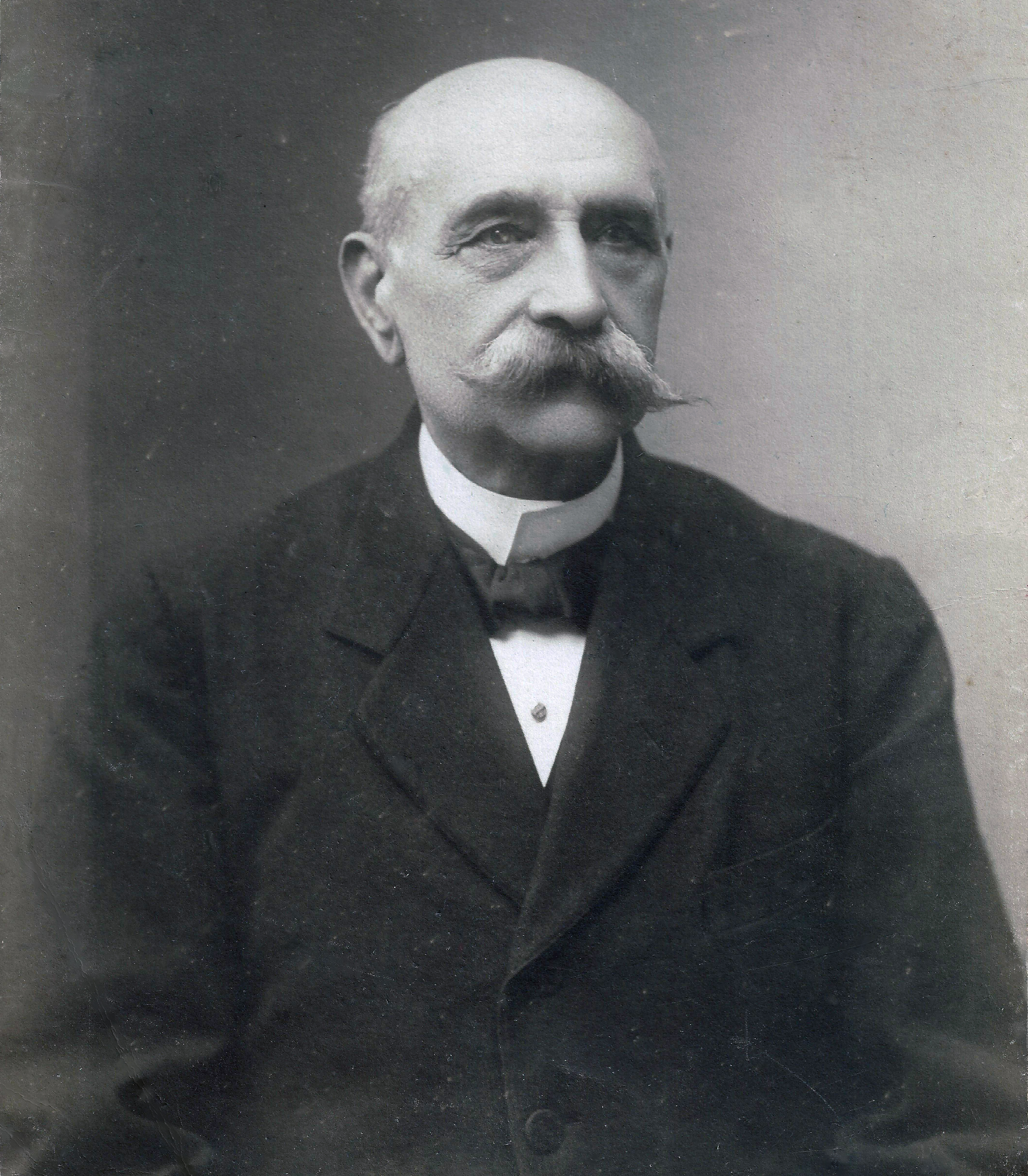
Félicien Stéphenne vers 1915.

Félicien reprend ensuite le bail de la société Hainaut-Sambre de Couillet, contracté avec la commune de Namêche, afin de récupérer le gisement de dolomie dans la vallée de Marche-les-Dames. Lui et ses deux associés forment alors la société « Dolomie de Sambre-et-Meuse » dont il assure la fonction de directeur général. Mais après le décès de Jules Malevez survenu le 8 janvier 1907, Félicien quitte l’association au profit d’Eugène Hambursin qui reprend ensuite son poste.
La même année, il met en place la SA des Fours à Chaux de Dompcévrin dans le Nord-Est de la France. Des fours destinés au traitement des pierres calcaires en provenance des gisements de la Meuse.
Pour développer le capital de cette nouvelle société, il l’équipe de l’ensemble de ses biens situés sur le territoire de la commune. À savoir une propriété, à proximité du moulin de Cheppe-Frappant, qui comprend une habitation et des écuries ou encore les carrières de Granger. Ce qui équivaut au total à une superficie d’1 hectare, 3 ares et 85 centiares. À cet apport, il joint aussi une série d’immeubles ruraux avec terrains et bois.

## Fondation de la SA Dolomies Stéphenne

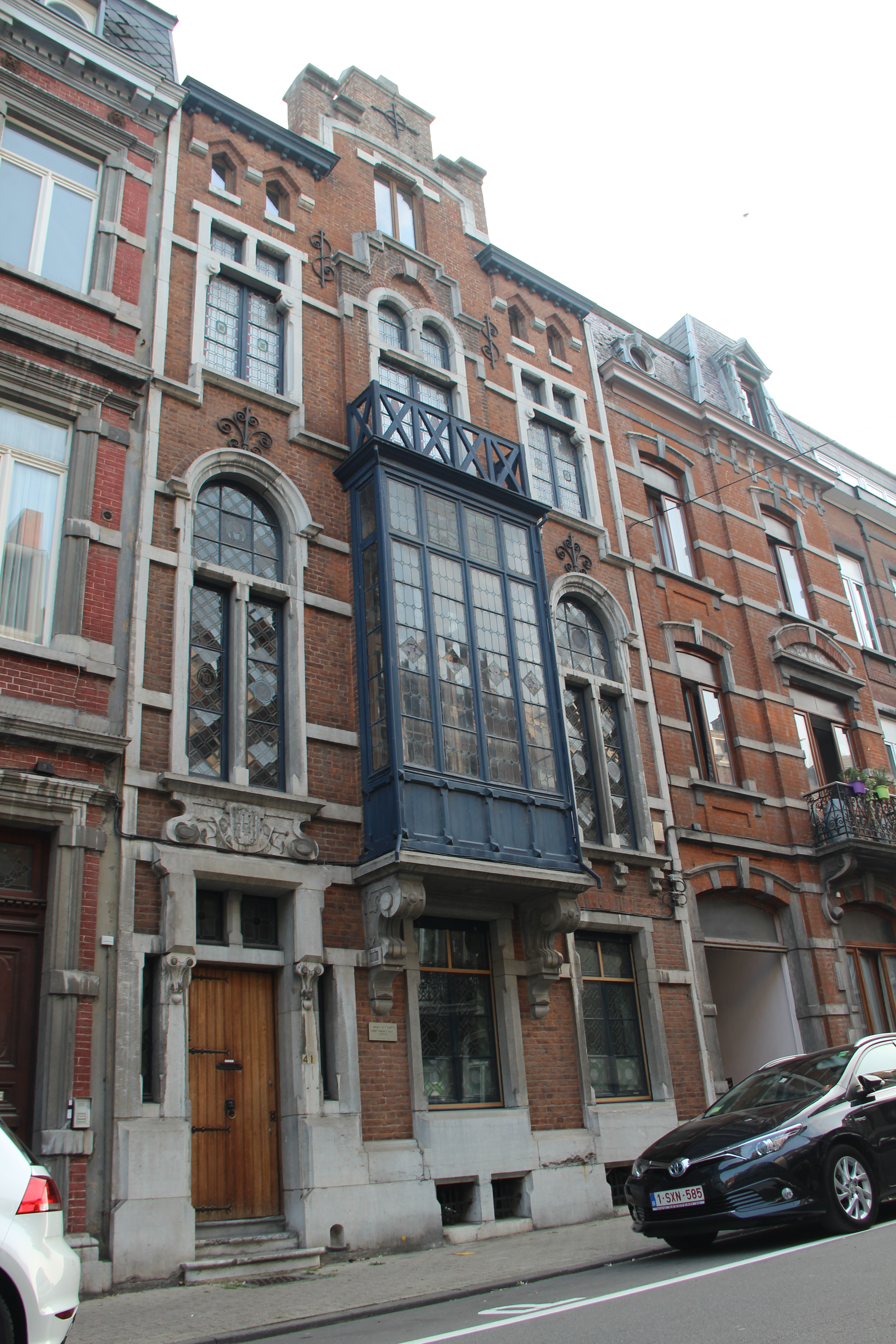
La maison de la rue Dewez à Namur, dernière résidence de Félicien Stéphenne.

C’est aussi en 1907 que F. Stéphenne fonde les « dolomies Stéphenne » à Marche-les-Dames dont l’existence date officiellement du 21 septembre 1916. L’emplacement bénéficie, tout comme les moulins de Beez, de facilités de communication par sa proximité avec le bord de Meuse et le chemin de fer. L'industriel poursuit ainsi la production de dolomie frittée qu’il avait été le premier à mettre au point quelques années auparavant.
Il meurt à Namur le 2 juin 1917 à l’âge de 65 ans. À sa mort, le journal local « L’Ami de l’Ordre » le décrit comme « un patron respecté et aimé » dont la vie fut « active, laborieuse et pleine de mérites. »

## Succession de Félicien Stéphenne
De son mariage le 12 mai 1875 à Thuin avec Hortense Waucquez (1848-1923), Félicien devient père de neuf enfants dont six filles et trois garçons. Lors de sa mort, c’est son fils Paul (1886-1971) qui lui succède à la tête des usines Stéphenne. Les deux frères de ce dernier, Jules et Albert, quant à eux, y sont membres du conseil d'administration.

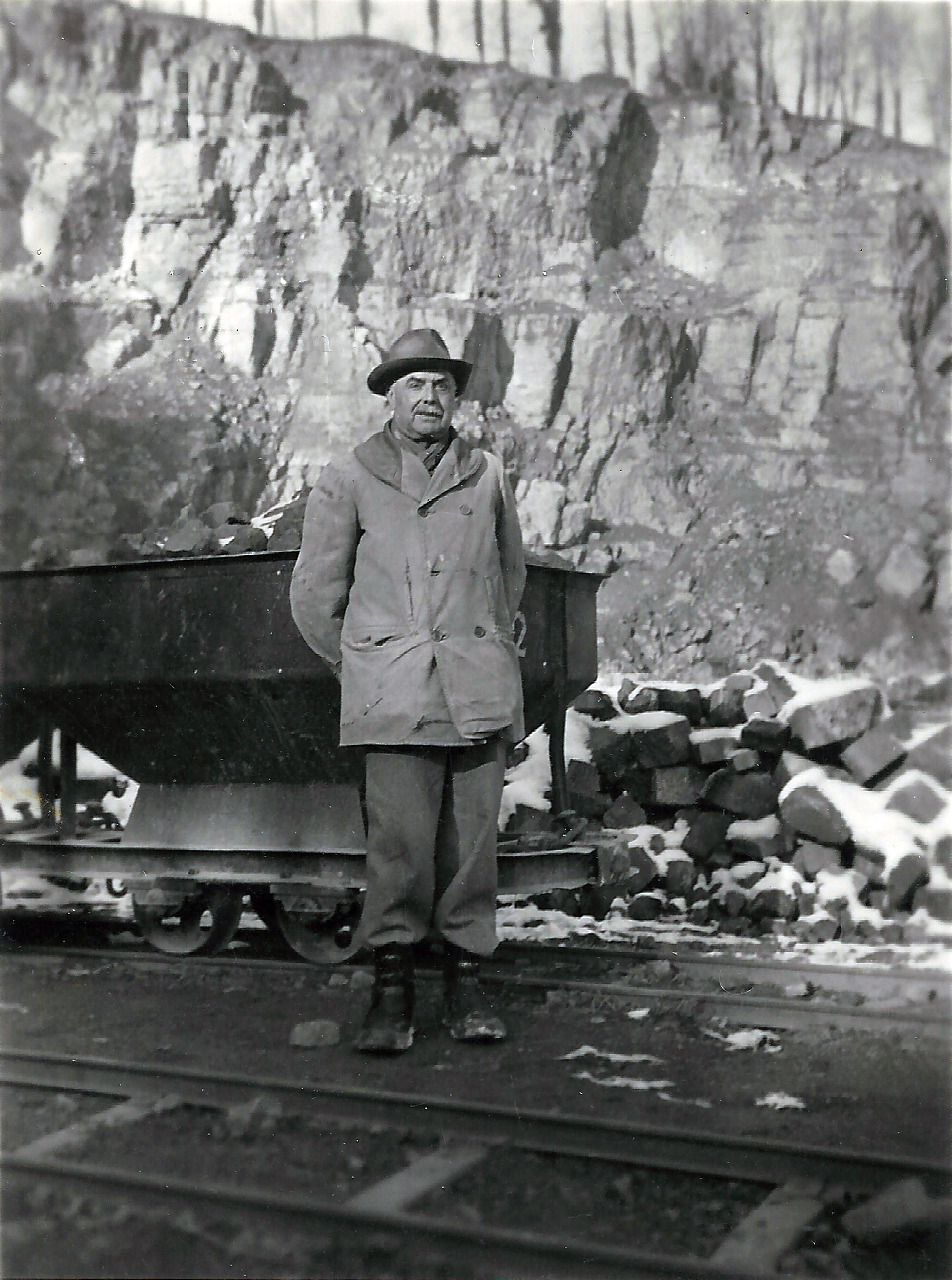
Paul Stéphenne sur le site des usines Stéphenne à Marche-les-Dames, 1959.

Pendant plus d’un demi-siècle, Paul Stéphenne dirige les établissements de Marche-les-Dames sans interruption. Ce qui lui vaut le grade d’Officier de l’Ordre de Léopold II en 1953 pour ses cinq décennies d’activité dans l’industrie de la dolomie. Il est alors le plus ancien fabricant de dolomies tant en Belgique qu’à l’étranger.
De 1958 à 1968, la SA des usines Stéphenne compte près de 100 employés. Parmi ceux-ci, figurent environ trois équipes de sept chaufourniers qui cuisent les pierres dans cinq fours. Sans oublier un groupe de quatre mineurs qui bat et tire les mines dans les trois carrières ou encore une septantaine de casseurs de pierre, principalement des Italiens. Autant de personnel indispensable à l’exploitation brute du rocher, spécificité des usines Stéphenne, au détriment d’un traitement à l’étage.

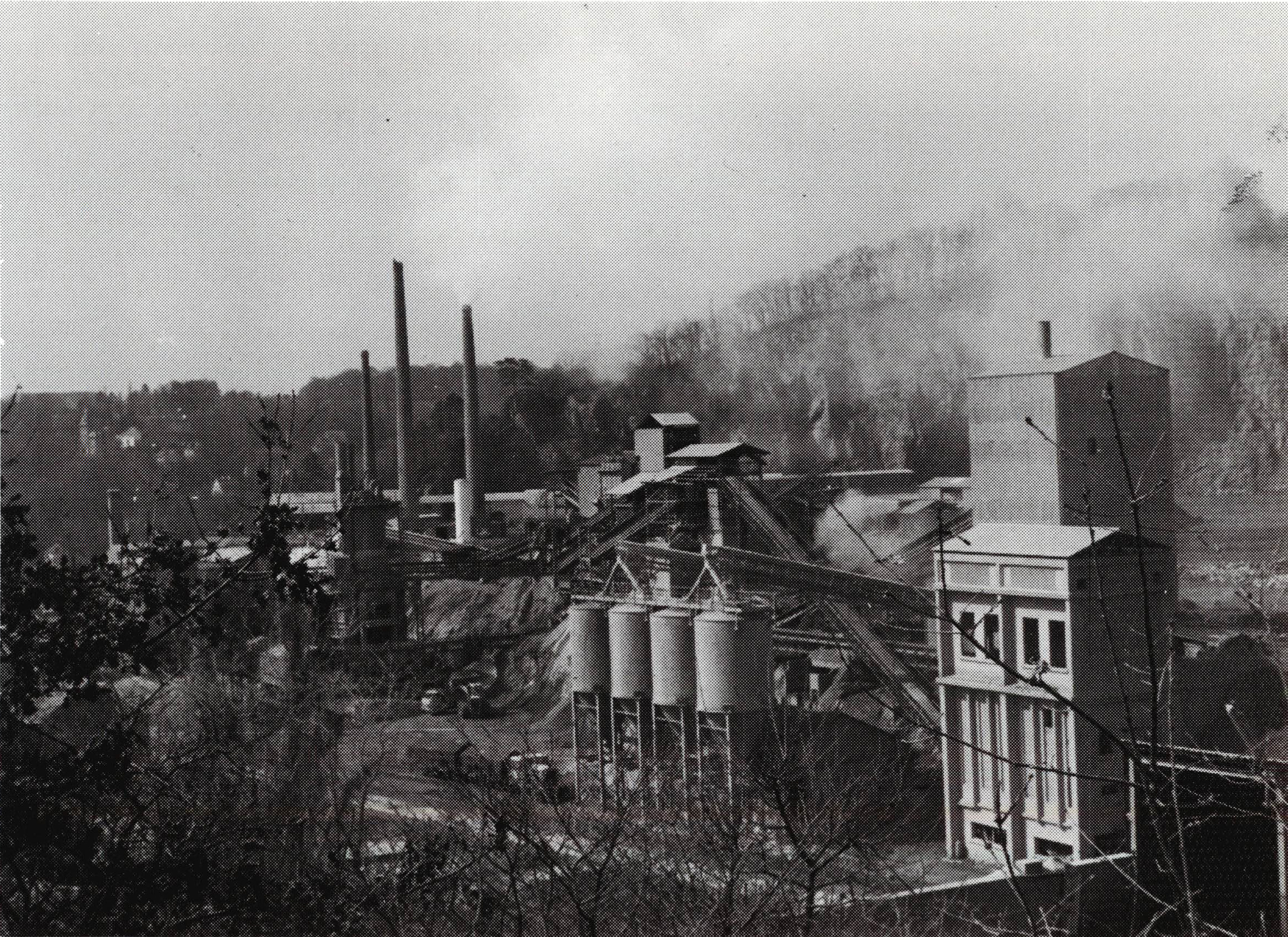
L'emplacement de la SA des Usines Stéphenne.

Durant cette période, P. Stéphenne cède la direction de ses usines à son fils aîné, Robert, qui en devient l’administrateur délégué. Ce qui n’empêche pas Paul de garder un pied-à-terre au sein de l'entreprise puisqu’il y reste président du conseil.
En 1961, le capital social du groupe compte 6 420 actions pour un équivalent de 10 millions de francs. Un capital réparti au sein des enfants du fondateur ainsi que leurs familles respectives, soit un total de 48 actionnaires.

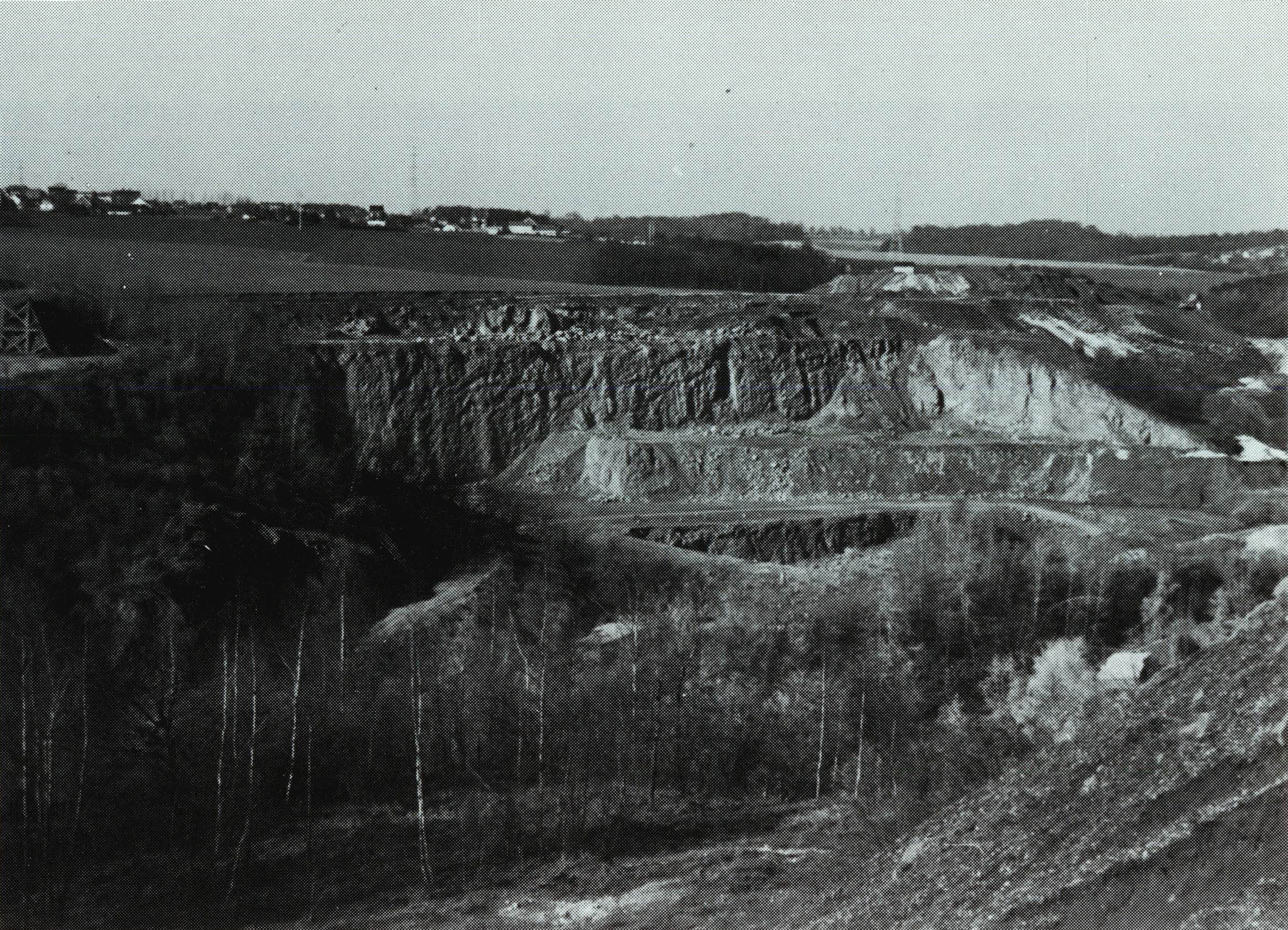
La carrière des dolomies Stéphenne près du village de Wartet.

À partir de 1965, Robert Stéphenne est remplacé par son cousin Philippe Cuvelier au poste d’administrateur délégué. Ce dernier exercera ensuite cette fonction jusqu’en 1969. Mais au cours de cette date, la SA et ses trois carrières, longues de deux kilomètres, sont finalement vendues à la société métallurgique hollandaise Hoogovens à la suite de problèmes techniques. Mettant un terme définitif à une entreprise familiale entamée au début du siècle sous l’initiative de Félicien Stéphenne.

### Ouvrages
- Maurice Culot, Les Moulins de la Meuse : Namur, Bruxelles, AAM éditions, 1998, 128 p. (ISBN 2-87143-106-X, présentation en ligne)
- Roger Delooz, Les villages de Namur-est, Lonzée, coll. « Roger Delooz », 1990, 182 p.
- René Dejollier, Namur… Revue à travers 85 ans de gazettes : 1829-1914, Namur, Wesmael-Charlier, 1981
- M. Gres, Mémento Substances utiles (matériaux de carrière) : Dolomies industrielles, Orléans, Département Matériaux, 1979, 32 p.
- Alphonse Jacques et Adolphe Prouveur, L'histoire des moulins à Namur aux XIXe et XXe siècles, Namur, EDICO, coll. « Pays de Meuse et d'Ardenne », 1990, 106 p., p. 27-29
- Jacques Malézieux, Les centres sidérurgiques de la mer du Nord et leur influence sur l’organisation de l’espace, Paris, La Sorbonne, 1981, 1018 p.
- P. Marteau, Dolomie, magnésite et produits dérivés à usage industriel et agricole, Orléans, 1989 (lire en ligne [PDF]), p. 5

### Articles
- L'Ami de l'ordre no 123 (lundi et mardi 4-5 juin 1917)
- L’Ami de l’ordre no 49 (dimanche 19 février 1893)
- L’Ami de l’ordre no 104 (mardi 18 avril 1893)
- L’Écho de Namur no 36 (lundi-mardi 11-12 février 1889)
- Gazette des tribunaux no 24668 (samedi 20 avril 1907)
- Le Guetteur wallon no 1 (1980), p. 8-20
- Le Guetteur wallon no 4 (1979), p. 25-33
- Le Moniteur belge (3 juin 1961)
- Le Moniteur belge (26 octobre 1889)
- L’Opinion libérale (province de Namur) no 49 (samedi 18 février 1893)
- L’Opinion libérale (province de Namur) no 64 (dimanche 5 mars 1893)
- L’Opinion libérale (province de Namur) no 107 (lundi 17 avril 1893)
- Le Parchemin no 389 (septembre-octobre 2010), p. 387-392